# Conscente
Conscente (Cunscènte in ligure) è una frazione del comune di Cisano sul Neva, in provincia di Savona.
Il suo nome deriva da ad confluentem che significa appunto alla confluenza, infatti Conscente (dei documenti più antichi si trova Confrente) si trova alla confluenza del fiume Neva e del rio Pennavaire.

## Borgate
Le borgate sono principalmente due: il borgo con l'antica corte (ora piazza Roma) e il borgo detto Gombo, perché molto ricco di frantoi (almeno tre) che in dialetto ligure sono detti appunto gombi.

## Storia
È un borgo medievale, in origine feudo benedettino, poi appartenuto al Vescovo di Albenga che all'inizio del Trecento lo concesse in feudo ai Conti Cepollini. Nel 1531 passò ai Fieschi, dopo pochi anni fu ceduto ai Costa e infine divenne proprietà dei Del Carretto nel 1723.
All'apice del paese si trova il castello, risalente al XV secolo, in ottimo stato di conservazione, costruito dalla famiglia Costa intorno alla metà del Cinquecento e oggi privato. 
La sua strategica posizione elevata faceva sì che potesse comunicare in lontananza con i due castelli di Zuccarello e Castelvecchio.
Nel 1929 passò, insieme al vicino borgo di Martineto, dal comune di Zuccarello a quello di Cisano.